# STS-52
STS-52 — 51-й старт в рамках програми «Спейс Шаттл» і 13-й космічний політ шатла «Колумбія», здійснений 22 жовтня 1992 року. Основне завдання польоту — виведення на орбіту італійського супутника «Лагеос-2». Астронавти провели в космосі близько 10 днів і 1 листопада 1992 року благополучно приземлилися на авіабазі Едвардс.

## Екіпаж

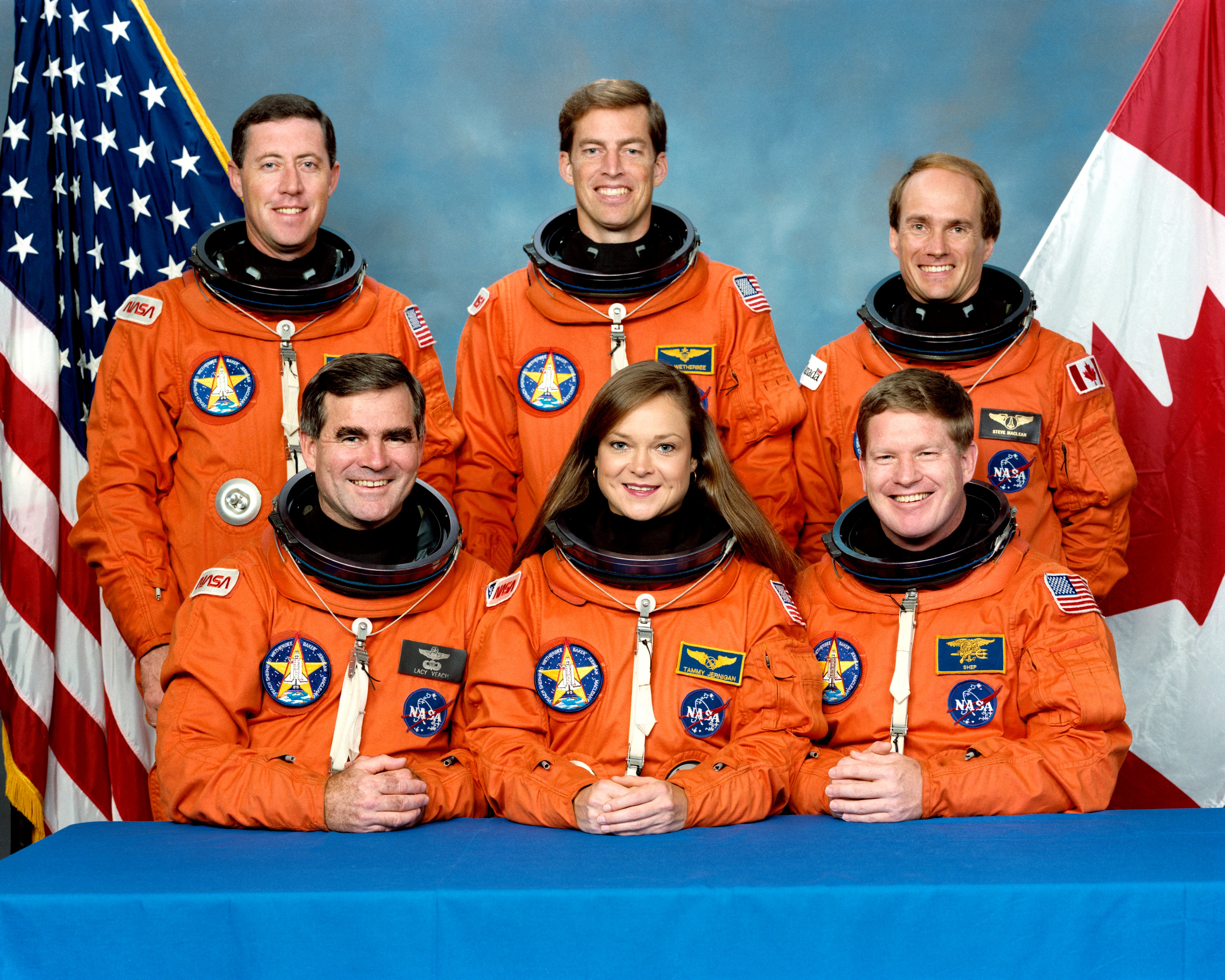
Екіпаж STS-52:Зліва направо — Позаду: Бейкер, Уезербі, Маклейн; Попереду: Віч, Джерніган, Шеперд

- — командир Джеймс Везербі (НАСА)
- — пілот Майкл Бейкер (англ. Michael Allen Baker) (НАСА)
- — фахівець польоту Вільям Шеперд (НАСА)
- — фахівець польоту Тамара Джерніган (НАСА)
- — фахівець польоту Чарлз Віч (НАСА)
- — Стівен Маклейн (КАА): (Канада) — фахівець з корисного навантаження.

## Параметри польоту

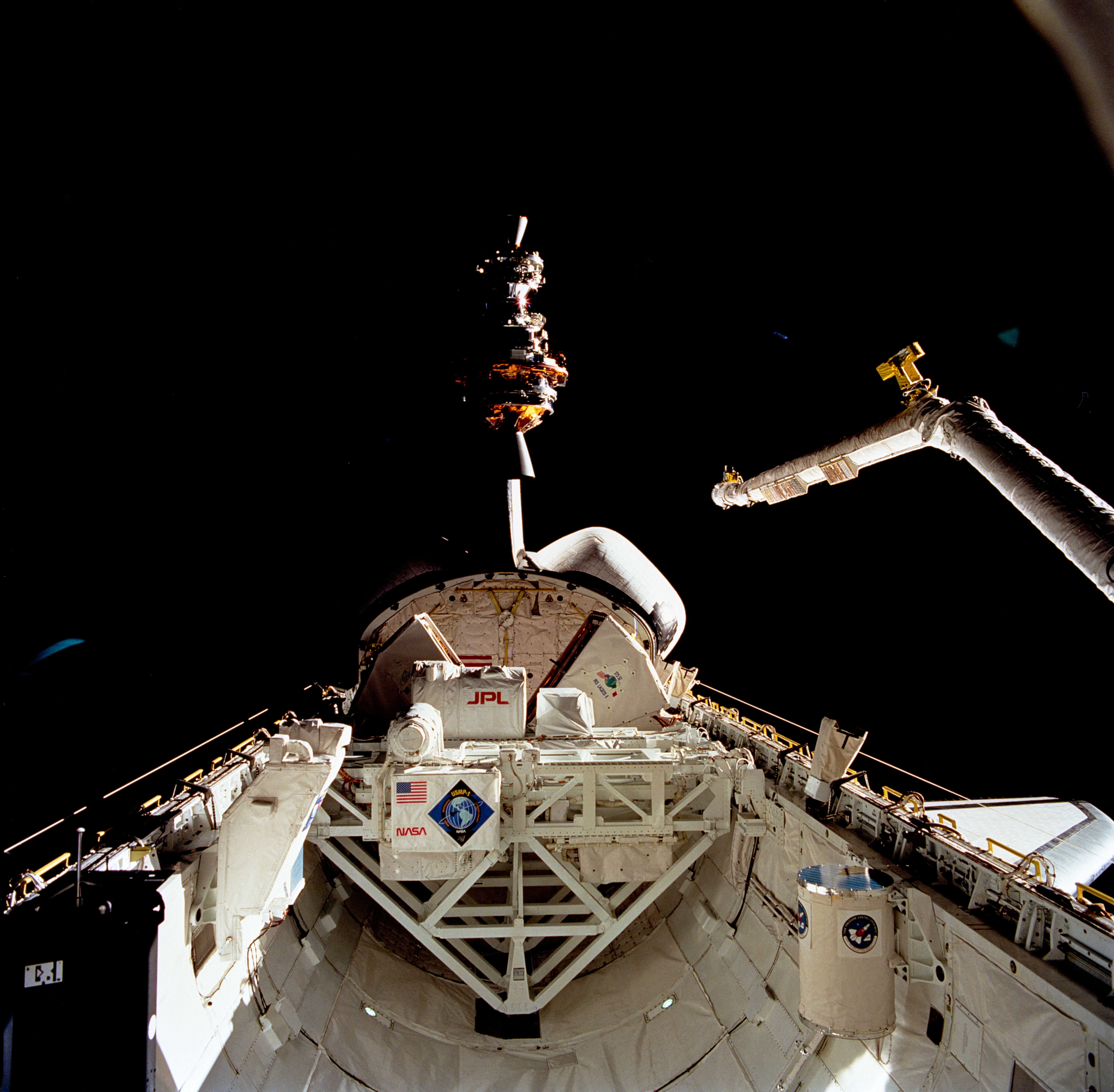
Запуск супутника LAGEOS II

- ’‘‘ Вага: 15 250 кг (корисне навантаження)
- ’‘‘ NSSDC_ID = 1992-070A
- ’‘‘ NORAD_ID = 22194

## Моменти місії

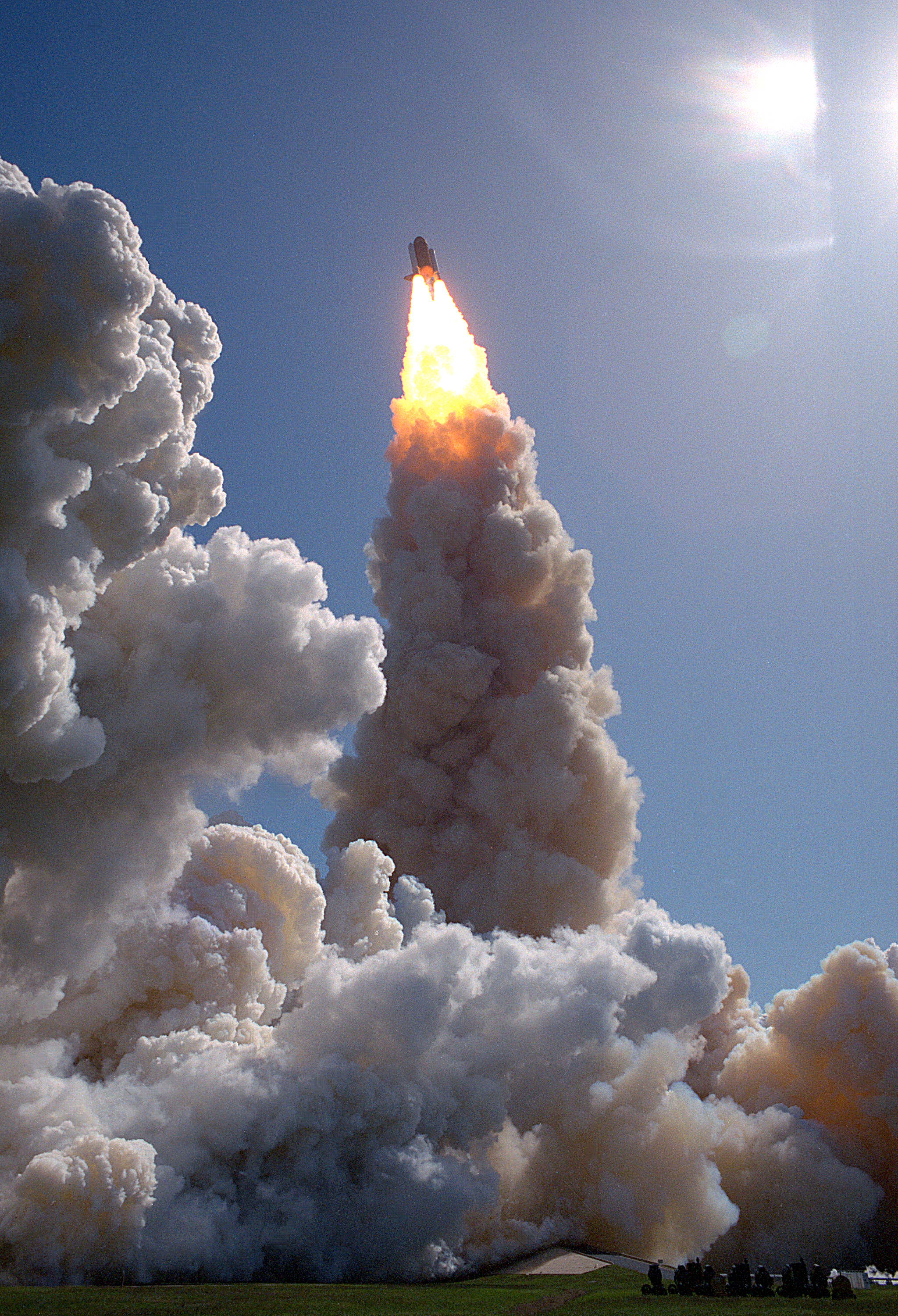
Зліт STS-52

Основними цілями місії були розгортання супутника для вивчення геодинаміки та уточнення параметрів гравітаційного поля Землі (LAGEOS-II) та проведення робіт у мікрогравітаційному модулі USMP-1 (U.S. Microgravity Payload-1). LAGEOS-II, створений спільними зусиллями НАСА і Італійського космічного агентства (ASI), був розгорнутий на 2 день і мав початкову еліптичну орбіту завдяки італійському Research Interim Stage (IRIS). На кругову орбіту (висота 3666 миль) пізніше переведений прискорювальним блоком. USMP-1, активований в перший день, включав в себе обладнання для трьох експериментів, встановлене на двох з'єднаних платформах (MPESS) у вантажному відсіку:
- Lambda Point Experiment;
- Matériel Pour L'Etude Des Phénomènes Intéressant La Solidification Sur Et En Orbite (MEPHISTO);
- Space Acceleration Measurement System (SAMS).

Вторинний корисного навантаження: (1) Канадський експеримент, CANEX-2, розташований в обох Orbiter у вантажний відсік і middeck і яка складалася з космічного бачення системи (SVS) ; впливу на матеріали на низькій навколоземній орбіті (MELEO) ; університеті експеримент королеви в рідинним дифузії металу (QUELD) ; Фаза розділів в рідинах (PARLIQ) ; НД Photospectrometre Атмосфера Землі Вимірювання-2 (SPEAM-2); Glow Orbiter-2 (OGLOW-2), а також місце Адаптація тестів і спостережень (SATO). Невеликий, спеціально позначених супутникового, канадський Асамблеї Target, був розгорнутий на дев'ятий день для підтримки SVS експериментів. (2) ASP, за участю трьох незалежних датчиків, встановлених на пластині Автостопом у вантажному відсіку-Модульні зоряного датчика (MOSS), рискання Землі датчика (YES) і малій висоті конічна датчика Землі (шнурки), всі надані Європейським космічним агентством.
Інші корисні навантаження middeck: Комерційний дисперсійні матеріали Апарати Інструмент Technology Associates експериментів ; Комерційний зростання білкових кристалів експеримент ; Chemical Vapor Транспорт експеримент ; Теплові трубки Продуктивність експеримент ; фізіологічного експерименту системи (участь 12 гризунів) і Shuttle Plume Замах експерименту. Орбітальний апарат також був використаний як точка відліку для калібрування інструменту Ультрафіолетові Plume на орбітальній супутникової Стратегічні ініціативи організації оборони. Управління танк Експеримент тиску / теплові явища (TPCE / TP) міститься в Getaway Special (GAS) каністру у вантажний відсік Орбітера. Деякі з пороху творця Star Trek Джин Родденберрі були також на борту орбітального апараа на час місії.